# 生態足跡
生態需要面积（英文：ecological footprint)，指支持每個人生命所需的生產土地與水源面積。是用以衡量人類對地球生態系與自然資源的需求的一種分析方法。此分析將人類對自然資源的消耗與地球生態涵容能力進行比較。由於全球化的緣故，一個都市所消耗的資源，未必都在當地生產，而很可能輸入自其他地方。舉例說：香港幾乎所有天然資源都由中國大陸供應，因此香港的生態需要面积亦包括為提供香港所消耗的資源而作的投資及開發。生態需要面积可以測出需要多少顆地球才能支應您目前的生活型態。
另一方面，透過相同的方法，我們可以計算一個家居的生態需要面积，稱之為家居需要面积（household footprint）。家居需要面积是一種綠色生活的指標。這種指標可以有兩種不同的計算方法：
1. 透過把一個家庭每日所丟棄的垃圾，消費的電力、食水及每日的交通消費，換算成為要提供這所有所需要佔用的土地的面積，除以家居的面積而得出的數值，又或
2. 透過計算家庭在一年會散發多少噸二氧化碳，與所在國家的全國平均值。

生態足印計算方程式：生態資源需求 = 生態資源生產 + 生態資源進口 - 生態資源出口

## 英文名稱含義
英語中的footprint一詞，根據韋氏詞典，除了足印和鞋印的本義之外，也有一個引申義為物件佔用的表面面積。Ecological footprint中的footprint，是採用了footprint的這個引申義作比喻，而非本義。有中文翻譯按照本義譯作「足印」「足跡」等，都沒有譯出英文的含意，因為這些中文詞語都沒有如footprint的引申義。聯合國環境規劃署有譯為「環境需求面積」。

## 參看
- 家居需要面积：慳得就慳（英语：Wa$ted! (TV show)）()
- 生態需要面积計算 （页面存档备份，存于）（英文）
- 全球生态足迹官方网站： （页面存档备份，存于）（英文）
- 个人生态足迹测算： （页面存档备份，存于）